# Charles Fleischer
Charles Wallace "Charlie" Fleischer (27 de agosto de 1950) es un actor italiano nacionalizado estadounidense y comediante.

## Biografía
Charles Fleischer estudió en el Southampton College de la Universidad de Long Island, y estudió arte dramático en el Chicago's Goodman Theatre.
Fue mundialmente conocido a raíz de prestar su voz a Roger Rabbit.
A su vez, participó en el tema "What God Wants, Part II" como "tele evangelista" en el álbum "Amused to Death", por el exlíder de Pink Floyd, Roger Waters, publicado en 1992 y reeditado por "Columbia"/"Legacy" en 2015.

## Filmografía
- Rango (2011)
- Funny People (2009)
- Zodiac (2007)
- The Polar Express (2004) (voz)
- Balto III: Wings of Change (2004) (voz)
- Big Kiss (2004)
- Balto II: Wolf Quest (2002) (voz)
- Bel Air (2000)
- Genius (1999)
- Rusty: A Dog's Tale (1998)
- Permanent Midnight (1998)
- Gridlock'd (1997)
- Demon Knight (1995)
- My Girl 2 (1994)
- We're Back! A Dinosaur's Story (1993) (voz)
- Trail Mix-Up (1993) (voz)
- Carry On Columbus (1992)
- Straight Talk (1992)
- Dick Tracy (1990)
- Roller Coaster Rabbit (1990) (voz)
- Back to the Future Part II (1989)
- Tummy Trouble (1989) (voz)
- Gross Anatomy (1989)
- Mickey's 60th Birthday (1988) (Roger Rabbit)
- Who Framed Roger Rabbit (1988) (Roger Rabbit)
- Bad Dreams (1988)
- Deadly Friend (1986) (voz)
- A Nightmare on Elm Street (1984)
- Night Shift (1982)
- Hill Street Blues (1981)
- Die Laughing (1980)